# Krzyż Wojenny Czechosłowacki (1914–1918)
Krzyż Wojenny Czechosłowacki (cz. Československý válečný kříž) – czechosłowackie odznaczenie państwowe z okresu I wojny światowej, ustanowione przez tymczasowy rząd czechosłowacki w Paryżu 7 listopada 1918 jako najwyższe odznaczenie wojskowe, zatwierdzone przez parlament Republiki Czechosłowackiej 10 kwietnia 1920.

## Zasady nadawania
Krzyż został ustanowiony dla nagrodzenia obywateli i żołnierzy, którzy czynny udział w walkach o ustanowienie wolnej Czechosłowacji. Mógł być również nadawany cudzoziemcom, którzy udzieli pomocy lub brali osobisty udział w takich walkach. Początkowo nadawany był z okres 27 czerwca 1914 do 28 października 1918, później ten okres przesunięto także na okres walk o granicę polsko-czechosłowacką w 1919 roku oraz walki o wyzwolenie Słowacji w latach 1918–1919. Krzyż był również nadawany jednostkom wojskowym. Krzyż nadawał Minister Obrony, nadawano go w okresie od 1918–1938 roku, także sporadycznie w latach 1945–1946.
Krzyż był nadawany w zasadzie jednorazowo, w przypadkach powtórnego nadania odznaczony nie otrzymywał odznaczenia, a jedynie na wstążce umieszczano okucie z brązu w postaci gałązki lipy.

## Wygląd
Odznakę odznaczenia stanowi krzyż utworzony z czterech kół wewnątrz, których na awersie umieszczono herby części Czechosłowacji: herb Czech, Słowacji, Śląska i Moraw. Na awersie w centralnej znajdują dwie litery CS wzajemnie na siebie zachodzące a oznaczające skrót od Czechosłowacji. Pozostała część rewersu pokryta jest wizerunkiem liści lipy. Autorem projektu odznaczenia był francuski rzeźbiarz Antoine Bourdelle.
Medal zawieszony jest na wstążce, składającej się z pasów kolejno czerwony, biały, czerwony. Wstążka składa się z 8 białych jednakowej szerokości i 4 szerokich i 5 wąskich czerwonych pasków. W przypadku powtórnego nadania na wstążce umieszczano wykonaną z brązu nakładkę w postaci gałązki lipy.
| Baretki Czechosłowackiego Krzyża Wojennego (1914-1918) | Baretki Czechosłowackiego Krzyża Wojennego (1914-1918) | Baretki Czechosłowackiego Krzyża Wojennego (1914-1918) | Baretki Czechosłowackiego Krzyża Wojennego (1914-1918) | Baretki Czechosłowackiego Krzyża Wojennego (1914-1918) | Baretki Czechosłowackiego Krzyża Wojennego (1914-1918) |
| ------------------------------------------------------ | ------------------------------------------------------ | ------------------------------------------------------ | ------------------------------------------------------ | ------------------------------------------------------ | ------------------------------------------------------ |
| nadanego pierwszy raz                                  | nadanego dwukrotnie                                    | nadanego trzykrotnie                                   | nadanego czterokrotnie                                 | nadanego pięciokrotnie                                 |                                                        |

Poza tym istniała możliwość umieszczania innych okuć, w zależności od otrzymanych dodatkowych nagród (zezwolono noszenie kilku okuć jednocześnie):
- metalowa gałązka lipy za pochwałę dla jednostki wymienioną w rozkazie armii
- metalowy lipowy listek za pochwałę dla jednostki wymienioną w rozkazie korpusu lub dywizji
- srebrna gwiazdka za indywidualną pochwałę wymienioną w rozkazie armii
- brązowa gwiazdka za indywidualną pochwałę wymienioną w rozkazie dywizji
- złota lub srebrna gwiazdka za walki na Słowacji

| Baretki z okuciami za pochwały | Baretki z okuciami za pochwały | Baretki z okuciami za pochwały | Baretki z okuciami za pochwały | Baretki z okuciami za pochwały | Baretki z okuciami za pochwały |
| ------------------------------ | ------------------------------ | ------------------------------ | ------------------------------ | ------------------------------ | ------------------------------ |
| z gałązką lipy                 | z lipowym listkiem             | ze srebrną gwiadką             | z brązową gwiazdką             | ze złotą gwiazdką              |                                |